# 飯泉嘉門
飯泉 嘉門（いいずみ かもん、1960年〈昭和35年〉7月29日 - ）は、日本の政治家、自治官僚。
徳島県知事（公選第16 - 20代）、全国知事会会長（第13代）、自然エネルギー協議会会長、全国港湾知事協議会副会長、 新しい日本をつくる国民会議知事・市町村長連合会議構成員、日本創生のための将来世代応援知事同盟構成員、関西広域連合広域医療担当委員、地方公共団体情報システム機構代表者会議議長などを歴任。

## 来歴
大阪府池田市出身。帝塚山学院中学校、灘高等学校、東京大学法学部卒業。
1984年（昭和59年）4月に旧自治省に入省。新潟県総務部地方課で112市町村の行財政を担当。1986年（昭和61年）、大臣官房総務課。その後は山梨県、埼玉県、旧郵政省、徳島県に出向。徳島県商工労働部長、同県民環境部長を歴任。

### 徳島県知事に就任

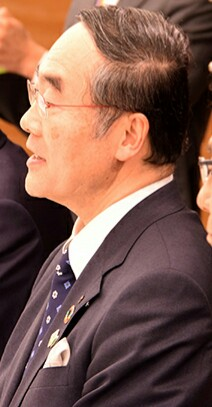
2020年、「国と地方の協議の場」での飯泉

徳島県は元々、自由民主党の地盤であった。それまでの知事は1947年（昭和22年）に社会党の阿部五郎が一期つとめたほかは、保守系の候補が当選してきた。だが、吉野川可動堰問題の是非を問う住民投票が徳島市で行われてから、保守系は失点を重ねる。2001年には圓藤寿穂が3選を果たすが、無名の社民党県議だった大田正に3万票差まで詰め寄られている。その半年後、圓藤の汚職による辞任に伴う2002年（平成14年）の県知事選では、住民運動を母体とする勝手連県民ネットワークが擁立し、野党の推薦・支援を受けて立候補した大田が圓藤の批判票を集める形で当選した。非保守系の大田が知事になったことで圧倒的に保守系の議員が多い県議会との対立は決定的となった。
翌2003年（平成15年）3月31日、徳島県議会は、大田に対する不信任決議案を可決。不信任決議可決に伴って同年5月18日に行われた知事選では、大田が民主党・自由党・日本共産党・社民党の推薦を受けて立候補。飯泉は自由民主党・保守新党の推薦を受けて立候補した。田中康夫の不信任に伴う長野県知事選で田中が大差で当選して間もないこともあって注目されたが、徳島では飯泉が初当選し、革新系の徳島県政はわずか1年で幕を閉じることとなった。
2007年4月8日投開票の徳島県知事選挙も引き続き立候補し、自民・公明の推薦（公明は、前回の県本部推薦から党本部推薦に切り替えた）を受け再選を果たした。前回大田を推薦した民主・社民は候補を擁立できず、共産は公認候補者を擁立したが、他党は自主投票に回った。但し、既に民主党は飯泉の提案する議案にはすべて賛成しており、事実上自民公明と連立状態だった。

### 2019年徳島県知事選挙
2019年の知事選で、自民党県連は飯泉に推薦を出したが、後藤田正純の支持を受けた前徳島県議の岸本泰治が出馬したため、保守分裂選挙となった。飯泉は岸本を約3万6選票差で下し、5選を果たした。
同年9月、全国知事会の会長に就任。2021（令和3年）9月2日、任期満了に伴い知事会会長を退任した。
2021年4月、自由民主党徳島県連幹事長が集会で第49回衆議院議員総選挙に徳島1区からの飯泉の立候補に期待を示し、5月には党本部に現職の後藤田正純衆議院議員の非公認を上申した。6月の県議会代表質問に於いて飯泉は立候補に対し「大変名誉なこと」と発言。9月には、県議会代表質問の場で再び「知事では限界がある。あまり時間はないが、熟慮を重ねて決断する」と答弁、10月1日の徳島県議会本会議で正式に出馬を表明する予定だったが、直前に自民党の県議より説得を受ける形で衆議院選挙への出馬を断念した。飯泉は同日の9月定例会最終日の本会議で「徳島県知事、そして全国知事会長として歩んできた確かな経験を新たな場で生かしていくことが、徳島のさらなる発展のための責務ではないかと考えたが、県議会の決議は重い。来たる衆院選には出馬せず、知事職として全力で取り組む」と述べた。

### 2023年徳島県知事選挙
2022年12月19日に三木亨が、2023年1月6日に後藤田正純が、同年1月10日に元県議の岸本泰治が任期満了に伴う徳島県知事選挙に立候補する意向をそれぞれ表明した。過去の5回の知事選で飯泉を支えた自民党は、多選を理由として、2023年4月の選挙に関しては出馬しても応援はできないとの方針を飯泉に伝えた。自民党徳島県連は独自候補として総務官僚の擁立を模索していたが、同年1月になっても擁立は決まらず、「新人を出しても浸透させる時間がない」という状況に追い込まれた。
2023年1月中旬以降、業界団体や労働組合の幹部らが次々と県庁を訪れ、沈黙を続ける飯泉に対し6選出馬を要請した。1月16日には海部農業協同組合（徳島県海陽町）や海部商業協同組合（同）の代表らが出馬を要請した。1月30日、徳島県議会の最大会派「徳島県議会自由民主党」（22人）は「三木、後藤田、岸本を勝たせるわけにはいかない。飯泉知事を支援するほかない」と方針を転換し、飯泉支援を決定した。
同年2月4日、飯泉は会見を開き、多選の弊害に言及しつつ、6選出馬を表明した。3月1日、自民党徳島県連は常任総務会を開き、飯泉の推薦を決定した。
同年4月9日、知事選挙執行。投票締め切りの20時直後に朝日新聞、徳島新聞などは後藤田の当選確実を報じた。飯泉は候補者4人中3番目の得票数で落選した。

### 国政進出を模索
知事選落選後の2023年6月、2019年参院選において徳島・高知合区で当選していた高野光二郎（自民党高知県連所属）が秘書への暴行騒動の引責により辞職したため、同年10月に補欠選挙が実施されることとなり、一時、自民党徳島県連側の擁立候補として飯泉を推す意見があったが、結局県連内での反対意見もあり意見が集約できず、沙汰止みとなっている（その後、補選で自民党は高知県議会議員の西内健を擁立したが、落選した）。
2024年9月に入り、次期衆議院議員総選挙となる第50回衆議院議員総選挙への動きが活発となる中で、飯泉は県内の選挙区に立候補する意向を示した。その後、同月24日に国民民主党・連合徳島など推薦の無所属で徳島2区から立候補することが発表された。2区には前回の知事選で飯泉を支持した自民党現職の山口俊一が立候補を予定しており、74歳（2024年9月現在）の山口は原則として自民党の内規により比例重複立候補ができないため、飯泉・山口はそれぞれ比例復活ができない形で小選挙区での対決に臨むこととなった。2024年10月27日、結果は山口の辛勝となり、飯泉は敗北。その報を受け飯泉は「きっぱりと政界は引退させていただく」と発言した。

## 県政

### 新型コロナウイルス対策
2020年4月18日、飯泉は2019新型コロナウイルスの感染拡大に対して、県民に県境をまたぐ移動を自粛するよう要請した。県外客に対しても県施設の「利用をお断りさせていただく」と発言した。さらに、同月21日には新型コロナウイルスの感染者が県外から徳島に帰県していたため、県外ナンバー車がどれだけ県内に流入しているか、実態調査することを表明した。
その後、県外ナンバーの車を運転していたドライバーに対して暴言、投石や煽り運転などの行為を受けたという事例が報告されたことから、同月24日、内藤佐和子徳島市長と共同で県庁で会見し、自身の「調査発言」については「強いメッセージになりすぎたかも知れない」と釈明し、「県外ナンバーだからといって誹謗中傷していいわけではない」と県民に冷静な対応を求めた。

### 5期目の退職金を辞退
2023年1月6日に知事選出馬を表明した前衆議院議員の後藤田正純 は、飯泉が1～5期で2億円近くの退職金を受け取るとして、「県民理解の得られない多額の退職金は廃止する」ことを公約として訴えた。この発言を受けて、飯泉は2月4日の出馬会見で、退職金の受け取りを辞退する意向を示した。3月7日、飯泉は県議会本会議に5期目の退職金を受け取らないことを定める特例条例案を提案した。徳島県知事の退職手当に関する条例では、退職金は任期ごとに支給すると規定されており、飯泉は1期目分4,368万円、2～4期目分として各3,120万円の総額1億3728万円を受け取っている。特例条例案は賛成多数で可決され、5期目の退職金が支払われないことが決まった。読売新聞は「知事選の争点を打ち消す狙いがあるとみられる」と報じた。

## 人物

### 統一教会との関係
- 世界平和統一家庭連合（旧統一教会）の関連団体「徳島県平和大使協議会」は2022年1月15日に徳島市で安全保障をテーマとする徳島県平和大使セミナーを、同年4月29日に年次総会を開催した。飯泉は両会合に祝電を送った[28][29]。飯泉は「当時は旧統一教会との関連は全く分からなかった。今後はそういうことはないようしていく」と説明した[28]。

### その他
- 現在は「いいずみ かもん」という読み方になっている名前であるが、元々は「嘉門」の部分は「よしかど」という読み方であった。大田正との対決となった2003年の知事選でも、出馬検討中と報道された際には旧来の「いいずみ よしかど」という名前で徳島新聞などに掲載されていた。しかし新聞やテレビにおいて、読み方の困難を生じる可能性のある漢字に積極的に読み仮名を振る習慣のなかった当時においても、「よしかど」という読み方には読み仮名が振られるなど、読みにくい名前であるとの印象を与える可能性があった。これを機に、選挙戦では呼び方を「かもん」とし、住民票上の読みも「かもん」に変更した。現在では、自身の名前「かもん」と英語の「Come on」をかけていると思われる名称の政策などが多く存在する。例えば「いい徳島 カモン!」政策などはその典型例である。
- 趣味はピアノ演奏、弓道、柔道。弓道、柔道は有段者（ともに2段）である。
- 徳島県庁の知事室には、地元アピールとして、徳島ヴォルティス（Jリーグ）と徳島インディコソックス（四国アイランドリーグplus）の応援旗を貼っている。

## 選挙歴
| 当落 | 選挙                   | 執行日         | 年齢 | 選挙区      | 政党   | 得票数     | 得票率 | 定数 | 得票順位 /候補者数 | 政党内比例順位 /政党当選者数 |
| ---- | ---------------------- | -------------- | ---- | ----------- | ------ | ---------- | ------ | ---- | ------------------ | ---------------------------- |
| 当   | 2003年徳島県知事選挙   | 2003年5月18日  | 42   | ーー        | 無所属 | 20万6221票 | 49.7%  | 1    | 1/3                | /                            |
| 当   | 2007年徳島県知事選挙   | 2007年4月8日   | 46   | ーー        | 無所属 | 27万6920票 | 76.4%  | 1    | 1/2                | /                            |
| 当   | 2011年徳島県知事選挙   | 2011年4月10日  | 50   | ーー        | 無所属 | 26万2440票 | 82.2%  | 1    | 1/2                | /                            |
| 当   | 2015年徳島県知事選挙   | 2015年4月7日   | 54   | ーー        | 無所属 | 20万1364票 | 80.2%  | 1    | 1/2                | /                            |
| 当   | 2019年徳島県知事選挙   | 2019年4月7日   | 58   | ーー        | 無所属 | 15万8972票 | 53.0%  | 1    | 1/3                | /                            |
| 落   | 2023年徳島県知事選挙   | 2023年4月9日   | 62   | ーー        | 無所属 | 8万5956票  | 26.22% | 1    | 3/4                | /                            |
| 落   | 第50回衆議院議員総選挙 | 2024年10月27日 | 64   | 徳島県第2区 | 無所属 | 5万2151票  | 40.97% | 1    | 2/4                | /                            |